# 관음포
관음포(觀音浦)는 대한민국 경상남도 남해군 고현면 북쪽 바닷가에 있는 포구이다. 일명 이락포(李落浦)로 불렀으며, 1383년 5월 해도도원수 정지장군이 지휘한 관음포대첩, 1598년 12월 16일 삼도수군통제사 이순신이 지휘한 노량 해전에서 왜구를 크게 물리친 격전지(激戰地)라는 큰 의의를 지니고 있다.

## 개요
노량해전으로 더 잘 알려진 임진왜란의 마지막 격전지로 충무공 이순신이 순국한 곳이다.
선조 31년(1598) 조선과 명나라의 수군이 도망가는 왜적들을 무찌르다 관음포 앞바다에서 최후의 결전을 벌였다. 이 때 이순신 장군은 적의 탄환에 맞아 최후를 마쳤다. 이에 관음포 앞바다는 이순신이 순국한 바다라는 뜻에서 '이락파(李落波)'라고도 부르며, 마주보는 해안에는 이락사가 있다. 그 후 순조 32년(1832)에 왕명에 따라 제사를 지내는 단과 비, 비각을 세웠다. 1965년 큰 별이 바다에 떨어지다라는 뜻인 '대성운해(大星殞海)'와 '이락사'라는 액자를 경내에 걸었다.
이락사와 관음포 앞바다는 임진왜란의 명장 이순신의 공로와 충의가 담긴 역사의 옛터일 뿐 아니라 전쟁극복의 현장이기도 하다.
『신증동국여지승람』에 "현 북쪽 21리에 신우 때에 해도도원수 정지장군 수군을 거느리고 여기에서 왜적을 섬멸하였다. 왜적이 우리에게 패전하게 된 것은 이 전역(戰役)에서 처음이다."라고 기록되어 있다. 『여지도서』에는 "현에서 북으로 21리에 있다."라고 수록되어 있다. 『조선지지자료』에는 고현면 포상리(浦上里)에 기재되어 있다. 『동국여지도』에 처음 수록되며 『1872년지방지도』에도 관음포가 나타난다. 고현면 차면리 소재 이순신장군이 전사한 곳으로 사당과 전시관이 있다. 『대동여지도』에는 읍치의 북쪽에 녹두산(鹿頭山)의 동쪽에 진·포 지명으로 묘사되어 있다.
관음포라는 지명이 언제부터 붙여졌는지 알 수 없으나 『고려사』에 의하면 고려 말 우왕 때 해도원수 정지장군이 관음포에서 왜선 17척을 격침한 대첩을 남해관음포대첩'이라고 적고 있다. 지명유래는 불성지(佛聖地)의 의미가 담겨 있는 관음의 포구였기에 관음포라는 지명이 붙여진 것으로 추정하고 있다.
남해대첩이라고도 한다. 고려말 국운이 쇠퇴하는 기미를 보이자 왜구는 고려의 해안가를 노략질하는 횟수가 잦았다. 왜구가 이처럼 고려를 약탈을 일삼는 이유는 육지에서 노련한 칼솜씨로 번번이 그들이 승리하였기 때문이다. 이에 고려에서는 왜구를 소탕하기 위해서 해상에서 수군이 함포로 왜적을 막는 작전을 사용하였다.
1380년 진포해전에서 왜선 500척이 격침되자 이에 대한 보복으로 1383년 왜구는 120척의 군선을 이끌고 침입해왔고, 합포(지금의 마산)를 공략하였다. 급보를 받은 해도원수(海道元帥) 정지는 나주와 목포에 주둔시키고 있던 전선 47척을 이끌고 경상도로 급히 항진(航進)하였다. 정지가 섬진강 어구에 이르러 합포의 군사를 소집하여 전열을 다시 정비할 때는 왜구는 이미 관음포에 다다라 있었다. 곧바로 적선을 찾아 나선 정지의 함대는 박두양(朴頭洋)에 이르러 왜구의 배들과 맞닥뜨렸다. 왜구는 정예병 군사 140명씩을 배치한 큰 군선 20척을 앞세우고 공격해 왔다. 정지는 앞서서 공격하는 배를 격침시킨 다음 화포를 사용하여 그 가운데 17척을 대파하였다. 당시 고려군의 화포를 운영하는 책임자는 최무선이었는데 움직이고 있는 적선에 화포를 정확하게 적중시킨 진정한 해전이었다.
이 싸움은 승리를 거둔 뒤에 정지가 “내가 일찍이 왜적을 많이 격파하였으나 오늘같이 쾌한 적은 없었다.”고 말할 정도로 왜선을 철저히 격파한 해전이었다. 이 때 왜선에는 일본에 사신으로 다녀오던 군기윤(軍器尹) 방지용(方之用)이 붙들려 있다가 구출되기도 하였다. 왜구는 이 해전에서 17척의 큰 배를 잃은 외에 2,000여 명의 전사자를 내고 전의를 상실한 채 퇴각하였다.
관음포대첩은 왜구들이 고려 수군에 대한 두려움을 갖게 하였고, 세계 해전사에서 함포(艦砲)로 적을 물리친 최초의 전투라는 큰 의의를 지니고 있다. 이 전투는 최영의 홍산대첩, 나세 등의 진포대첩, 이성계의 황산대첩과 함께 왜구의 세력을 크게 약화시킨 승전이었으며 관음포대첩으로 자신감을 가진 고려군은 대마도정벌을 추진하였다.

## 역사

### 팔만대장경 판각지
남해인들은 이곳 관음포를 감히 호국성지(護國聖地)라고 부른다. 역사적인 사실이 있다. 이곳은 세계문화유산으로 등록된 국보 제32호인 팔만대장경이 고려 고종 23년(1236). 남해현 북방지역인 관음포 (현제 위치는 남해군 고현지역)에서 판각되었다. 불력으로 외적의 침입을 대비하기 위해 전체 민중의 힘을 모았던 대 역사가 남해에서 이뤄어졌고 팔만대장경 중 종경록 권27에 “정미세 고려국 분사 남해대장도감”이라는 간기가 있다. 또한 정안(鄭晏. ?~1251)은 사재를 털어 남해에 정림사(定林社)를 짓고 팔만대장경판 간행에 참여하였다고 기록하고 있다. 경판 판각에 필요한 수많은 목재를 운송하는데는 해상경로를 이용하기에 관음포가 가장 적합한 곳이었던 것이다.

### 이충무공 서거지
사적(史蹟) 제232호로 지정된 남해 관음포 이충무공 유적(南海 觀音浦 李忠武公 遺蹟)은 경상남도 남해군 고현면 차면리에 있다. 1973년 6월 11일 '관음포이충무공전몰유허'로 지정되었으나, 2011년에 현재의 명칭으로 변경되었다.

## 사건사고
- 관음포 전투

1383년 고려(우왕 9년)에 해도도원수 정지장군이 경상도(慶尙道) 남해현(南海縣) 북방의 관음포 앞바다에서 고려에 침입한 왜구를 크게 무찌른 전투이다.
- 노량 해전

1598년 12월 16일 조선(선조 31년 음력 11월 19일) 정유재란 때 조명 연합수군과 함께 경상우도(慶尙右道) 남해현 노량 앞바다에서 일본의 함대와 싸운 전투이다.

## 같이 보기
- 노량해전
- 홍산대첩
- 황산대첩
- 진포 해전
- 남해 전 선원사지-고려대장경을 판각한 장소로 비정할 때 전 선원사지는 정안이 자신의 별서를 고쳐서 만든 '정림사'일 가능성도 있다고 조사단은 추정하고 있다.